# Lekkoatletyka na Igrzyskach Południowego Pacyfiku 1963
Lekkoatletyka na Igrzyskach Południowego Pacyfiku 1963 – zawody lekkoatletyczne podczas Igrzysk Południowego Pacyfiku w Suvie.

## Rezultaty

### Mężczyźni
| Konkurencja                        |                                                                                                | Wynik   |                                                                                  | Wynik   |                                                                                     | Wynik   |
| ---------------------------------- | ---------------------------------------------------------------------------------------------- | ------- | -------------------------------------------------------------------------------- | ------- | ----------------------------------------------------------------------------------- | ------- |
| Bieg na 100 metrów                 | Jacques Pothin                                                                                 | 10,6    | Kiniviliame Nalatu                                                               | 10,9    | Christian Kaddour                                                                   | 11,1    |
| Bieg na 200 metrów                 | Christian Kaddour                                                                              | 22,3    | Apisai Nabou                                                                     | 22,4    | Bruce Richter                                                                       | 22,6    |
| Bieg na 400 metrów                 | Charles Harrison                                                                               | 49,7    | Waituka Maina                                                                    | 49,9    | Amani Racule                                                                        | 50,4    |
| Bieg na 800 metrów                 | Mike Joyce                                                                                     | 2:02,4  | Sekove Naivalurua                                                                | 2:02,7  | Sitiveni Rokovesa                                                                   | 2:03,0  |
| Bieg na 1500 metrów                | Samuiela Tuifangaloka                                                                          | 4:23,4  | Mike Joyce                                                                       | 4:25,0  | Sitiveni Rokovesa                                                                   | 4:25,4  |
| Bieg na 5000 metrów                | Mike Joyce                                                                                     | 17:16,6 | Kau Pupa                                                                         | 17:28,6 | Ken Gould                                                                           | 17:28,8 |
| Bieg na 10 000 metrów              | Viliame Saulekaleka                                                                            | 36:39,8 | Tara Mango                                                                       | 36:46,2 | Ken Gould                                                                           | 37:07.8 |
| Bieg na 3000 metrów z przeszkodami | Jean-Pierre Aifa                                                                               | 10:23,8 | Viliame Saulekaleka                                                              | 10:47,0 | Samisoni Ratuyawa                                                                   | 11:14,0 |
| Bieg na 110 metrów przez płotki    | Charles Tétaria                                                                                | 15,6    | Kalolo Pale                                                                      | 16,2    | Robin Mitchell                                                                      | 17,1    |
| Bieg na 400 metrów przez płotki    | Osea Malamala                                                                                  | 59,5    | Graeme Southwick                                                                 | 59,7    | Paul Martin                                                                         | 60,9    |
| Skok wzwyż                         | Edward Laboran                                                                                 | 1,90    | Tevita Kabakoro                                                                  | 1,805   | Nypiengo Passa                                                                      | 1,805   |
| Skok o tyczce                      | Alipeti Latu                                                                                   | 3,505   | Jack Waewo                                                                       | 3,505   | Otto Malatana                                                                       | 3,43    |
| Skok w dal                         | Christian Kaddour                                                                              | 6,98    | Jacques Pothin                                                                   | 6,565   | Charles Tétaria                                                                     | 6,51    |
| Trójskok                           | Christian Kaddour                                                                              | 14,23   | Tevita Kabakoro                                                                  | 14,05   | Samivela Latu                                                                       | 13,37   |
| Pchnięcie kulą                     | Mesulame Rakuro                                                                                | 14,49   | Adonio Tokawa                                                                    | 13,89   | Petelo Wakalina                                                                     | 14,48   |
| Rzut dyskiem                       | Mesulame Rakuro                                                                                | 49,35   | Koroiwale Vatanimotu                                                             | 39,77   | André Hulot                                                                         | 38,43   |
| Rzut oszczepem                     | Ivaharia Oe                                                                                    | 61,08   | Penisio Munanao                                                                  | 59,88   | Viliame Liga                                                                        | 59,70   |
| Sztafeta 4 × 100 metrów            | Terytorium Papui i Nowej Gwinei · Bruce Richter · John Vuia · Tunga Sale · Meli Muga           | 42,8    | Nowa Kaledonia · Alain Areski · Christian Kaddour · Jules Hmeun · Jacques Pothin | 43,1    | Fidżi · Sitiveni Moceidreke · Kiniviliame Nalatu · Apisai Nabou · Francis Bower     | 43,3    |
| Sztafeta 4 × 400 metrów            | Terytorium Papui i Nowej Gwinei · Charles Harrison · Waituka Maina · Bruce Richter · Kahi Vela | 3:24,3  | Fidżi · Amani Racule · Lasarusa Waqa · Joe Navusolo · Osea Malamala              | 3:26,1  | Nowa Kaledonia · Albert Humuni · Albert Piepe · Alexandre Yekawene · Vittori Bernut | 3:31,4  |

### Kobiety
| Konkurencja                    |                                                                           | Wynik  |                  | Wynik  |                        | Wynik  |
| ------------------------------ | ------------------------------------------------------------------------- | ------ | ---------------- | ------ | ---------------------- | ------ |
| Bieg na 100 metrów             | Ana Ramacake                                                              | 12,2   | Maca Vakalala    | 12,3   | Eleanor Phillips       | 12,5   |
| Bieg na 200 metrów             | Maca Vakalala                                                             | 26,3   | Ana Ramacake     | 26,4   | Eleanor Phillips       | 26,7   |
| Bieg na 800 metrów             | Géraldine Bigourd                                                         | 2:28,0 | Litia Lotu       | 2:33,0 | Asenaca Vani Serukalou | 2:40,0 |
| Bieg na 80 metrów przez płotki | Hélène Sarciaux                                                           | 12,8   | Eleanor Phillips | 13,1   | Ana Ramacake           | 13,7   |
| Skok wzwyż                     | Margaret Woodhouse                                                        | 1,47   | Eleanor Phillips | 1,45   | Hélène Sarciaux        | 1,40   |
| Skok w dal                     | Kalisi Kuruvoli                                                           | 5,51   | Ana Ramacake     | 5,42   | Maca Vakalala          | 4,78   |
| Pchnięcie kulą                 | Merewai Turukawa                                                          | 11,45  | Maeva Tetuaiva   | 10,11  | Victoria Pua           | 9,97   |
| Rzut dyskiem                   | Merewai Turukawa                                                          | 35,27  | Solange David    | 33,23  | Danielle Tanc          | 29,93  |
| Rzut oszczepem                 | Merewai Turukawa                                                          | 36,59  | Ivaroa Haro      | 32,06  | Laite Nadumu           | 31,76  |
| Sztafeta 4 × 100 metrów        | Fidżi · Maca Vakalala · Ana Ramacake · Eleanor Phillips · Kalisa Kuruvoli | 50,0   |                  |        |                        |        |